# Maïence
Pour les articles ayant des titres homophones, voir Mayence et Mayance.

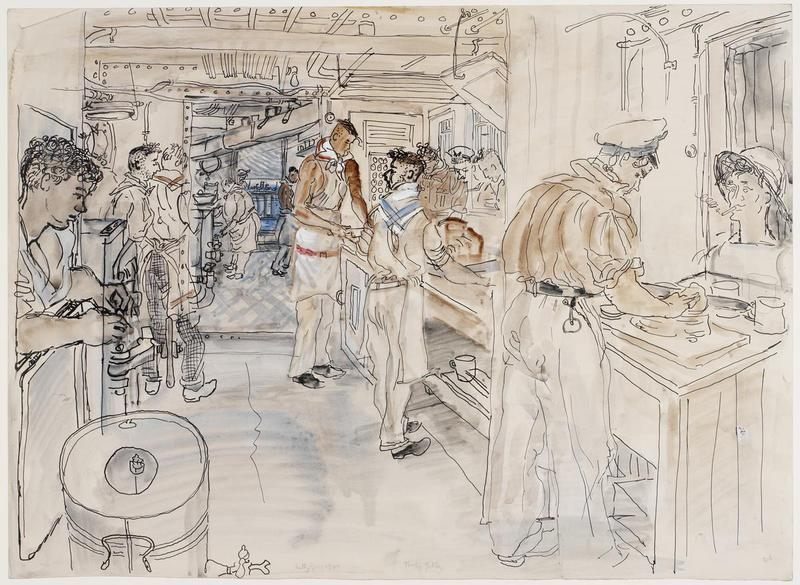
Illustration de la maïence du navire Highland Monarch en 1941.

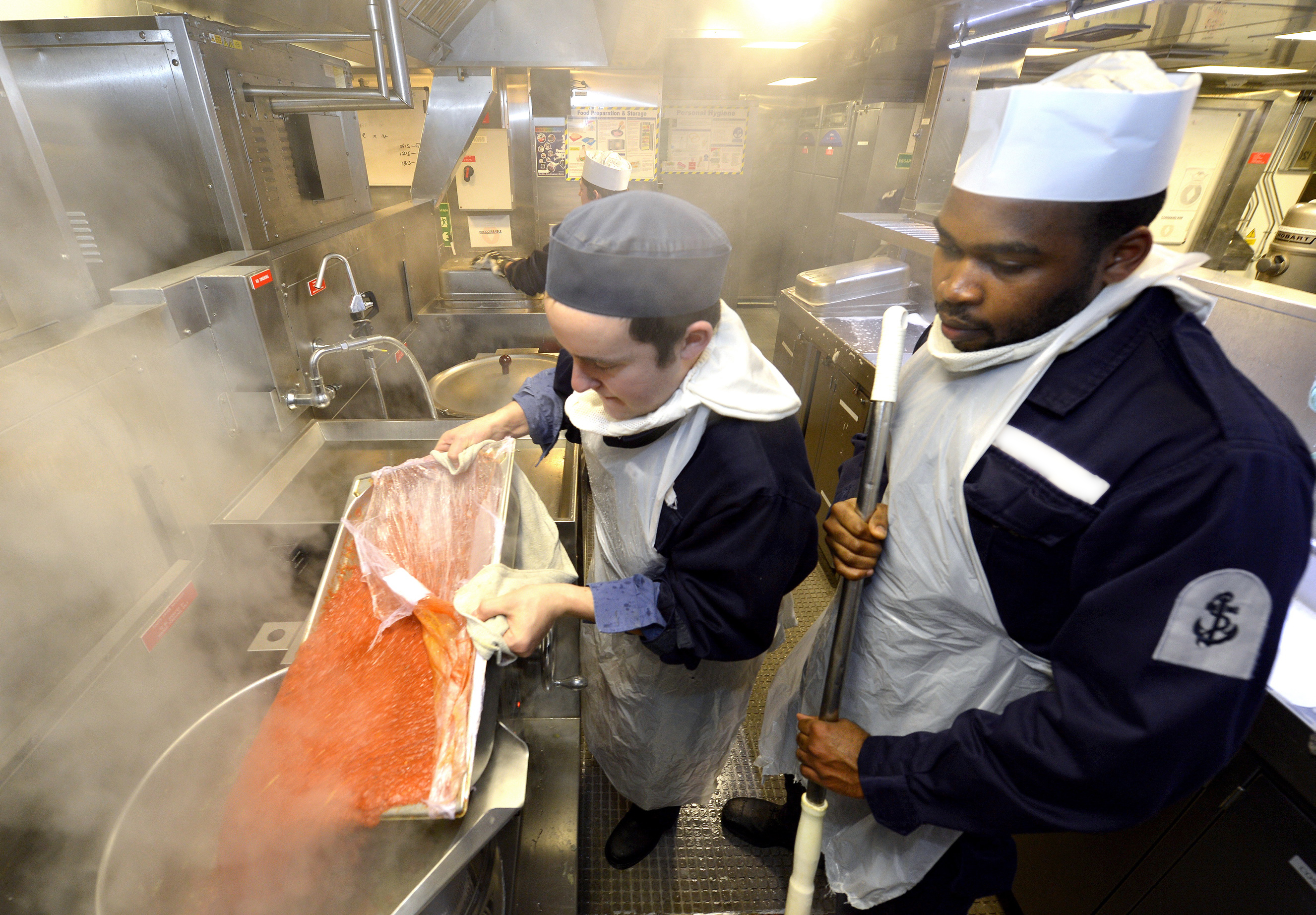
Maïence du destroyer de la Royal Navy en 2015

Sur un navire, la maïence ou mayence est la cuisine et/ou boulangerie de bord où sont préparés les repas, par opposition à la cambuse où sont stockés et distribués les vivres non préparés.

## Étymologie
Le terme dérive de maie ou maye qui désigne la pâte à pain dès le XIVe siècle.